# Районный коэффициент
Районный коэффициент (также «северная надбавка») — показатель, используемый при расчете заработной платы работника за труд в сложных климатических условиях. Был установлен в Советском Союзе для лиц, работающих на Крайнем Севере, в 1932 году, с целью привлечения трудовых ресурсов для освоения природных богатств Сибири и Дальнего Востока. Корректировались в 1945 году, в 1960 и 1967 годах. Российская Федерация переняла существующий порядок, размер и порядок применения коэффициентов для расчёта заработной платы работников организаций, расположенных в районах Крайнего Севера и приравненных к ним местностях. Величина районных коэффициентов устанавливается Правительством Российской Федерации.

## Определение
По определению БСЭ районный коэффициент — это коэффициент к заработной плате, один из важнейших рычагов государственного межрайонного регулирования заработной платы, показатель относительного увеличения заработков работников. Коэффициент призван компенсировать работникам дополнительные затраты, связанные с особыми условиями района расположения предприятия, обеспечить материальный стимул для привлечения необходимых трудовых ресурсов.

## Законодательство

### В Советском Союзе
1932 год. С началом освоения природных богатств Сибири и Дальнего Востока в Советском Союзе введены льготы для лиц, работающих в условиях Крайнего Севера.
1945 год. Порядок предоставления льгот был скорректирован после того, как на время войны льготы были отменены. Тогда же в законодательстве было определено понятие районов, приравненных к Крайнему Северу. Это регулировали Указ Президиума Верховного Совета ССР от 1 августа 1945 г. и постановление Совнаркома СССР от 18 ноября 1945 г. № 2927.
1960 год. Указ Президиума Верховного Совета СССР от 10 февраля 1960 г. «Об упорядочении льгот для лиц, работающих в районах Крайнего Севера и в местностях, приравненных к районам Крайнего Севера» был утверждён. Законом СССР от 7 мая 1960 г. В дальнейшем он пополнялся и корректировался.
1967 год. Постановлением Совета Министров СССР от 10.11.1967 № 1029 утвержден Перечень районов Крайнего Севера и местностей, приравненных к ним, на которые распространялось действие вышеуказанных указов.

### В Российской Федерации
Согласно ст. 315 ТК РФ «оплата труда в районах Крайнего Севера и приравненных к ним местностях осуществляется с применением районных коэффициентов к заработной плате» в связи с тем, что «труд работников, занятых в местностях с особыми климатическими условиями, оплачивается в повышенном размере» (ст. 146 ТК РФ).
Согласно ст. 316 ТК РФ «размер районного коэффициента и порядок его применения для расчёта заработной платы работников организаций, расположенных в районах Крайнего Севера и приравненных к ним местностях, устанавливаются Правительством Российской Федерации».
Постановление Госкомтруда СССР, Президиума ВЦСПС от 04.09.64 № 380/П-18 (а также документы, изданные Госкомтрудом СССР и ВЦСПС от 03.11.60 № 1251/28, от 09.08.66 № 473/П-21 и другие) устанавливает размеры районных коэффициентов для производственных и непроизводственных отраслей.

## Начисление
По мнению Роструда размер районного коэффициента в трудовом договоре необходимо указывать отдельно от размера оклада работника, он также не должен включаться в оклад работника. В расчётном листке работника обязательно должна быть отдельная строка с указанием размера районного коэффициента.
Согласно мнению Верховного суда РФ (разд. 1 Обзора Верховного суда РФ от 26.02.14, письмо Роструда от 15.01.16 № ТЗ/23333-6-1) начисление районного коэффициента к зарплате зависит от места, где работник фактически выполняет свои трудовые обязанности (то есть от рабочего места, указанного в трудовом договоре, а не от места нахождения организации-работодателя). Таким образом, если сама организация-работодатель не находится в регионе, где введен районный коэффициент, но местом работы работника является регион Крайнего Севера, то работнику начисляется районный коэффициент в установленном для региона размере.

### База начисления
Районный коэффициент начисляется в отношении следующих видов выплат (Постановления Конституционного суда РФ от 07.12.17 № 38-П и от 28.06.18 № 26-П; Постановление Минтруда России от 11.09.95 № 49; Постановление Правительства РФ от 15.06.2007 N 375; ст. 5, ст. 15 Закона от 19.05.1995 N 81-ФЗ, Постановление Совмина РСФСР от 20.03.1991 N 162):
- оклад;
- выслуга лет, премии (ежемесячные, ежеквартальные, годовые) и вознаграждения;
- надбавки и доплаты за ученую степень, звание, за допуск к документам, составляющим государственную тайну, за работу в выходные и праздничные дни, за сверхурочные;
- выплаты по совместительству, на неполную ставку;
- компенсации, возмещающие работнику вредные и опасные трудовые условия (в том числе за ночные условия);
- оплата простоя не по вине работодателя;
- сезонная оплата и за временные трудовые отношения;
- единовременные страховые выплаты при несчастных случаях (по больничному листу);
- МРОТ;
- пособия, рассчитанные исходя из МРОТ;
- детские пособия, пособия по беременности и родам, другие пособия в фиксированной сумме;
- выплаты для ухода за инвалидами или престарелыми людьми.

Районный коэффициент не применяется (он уже учтён при расчете среднего заработка или выплата является возмещением затрат) в отношении следующих видов выплат:
- премии, не связанные с непосредственным выполнением трудовых обязанностей и не включенные в систему оплаты труда;
- материальная помощь;
- различные процентные надбавки (надбавки за вахтовый метод);
- возмещение затрат, связанных с исполнением трудовых обязанностей (суточные, командировочные и т. п.);
- социальные выплаты (оплата питания, лечения, обучения и т. д.);
- компенсации жилья, транспортные расходы;
- оплата простоя по вине работодателя;
- отпускные;
- выходные пособия при увольнении.

### Размер районного коэффициента
Районные коэффициенты в городах и районах согласно постановлениям Правительства СССР:
| Регионы, в которых установлены районные коэффициенты | Размер районного коэффициента | Нормативный акт |
| --- | ----------------------------- | --- |
| Республика Алтай (на всей территории) | 1,4                           | Постановление Правительства РФ от 29.05.1993 N 512 |
| Алтайский край (на всей территории), кроме * Алейский, Баевский, Благовещенский, Бурлинский, Волчихинский, Егорьевский, Завьяловский, Ключевский, Кулундинский, Мамонтовский, Михайловский, Немецкий, Новичихинский, Панкрушихинский, Поспелихинский, Родинский, Романовский, Рубцовский, Славгородский, Суетский, Табунский, Угловский, Хабарский, Шипуновский районы, города краевого подчинения Алейск, Славгород, Яровое | 1,15 * 1,25                   | Постановление Правительства РФ от 27.12.1997 N 1631, Постановление Госкомтруда СССР, Секретариата ВЦСПС от 27.07.1959 N 527/13                                                                                                  |
| Амурская область (на всей территории), кроме *Архаринский, Белогорский, Благовещенский, Бурейский, Завитинский, Ивановский, Константиновский, Мазановский, Михайловский, Октябрьский, Ромненский, Свободненский, Серышевский, Тамбовский районы, города Благовещенск, Белогорск, Райчихинск, Свободный **Магдачинский, Шимановский районы, г. Шимановск                                                                      | 1,2 *1,3 **1,4                | Постановление Госкомтруда СССР, Секретариата ВЦСПС от 31.03.1960 N 453/9 Постановление Госкомтруда СССР, ВЦСПС от 20.11.1967 N 512/П-28                                                                                         |
| Архангельская область, в том числе Архангельск (в зависимости от района) | 1,2 — 1,4                     | Распоряжение Правительства РФ от 29.01.1992 N 176-р, Постановление Госкомтруда СССР, ВЦСПС от 20.11.1967 N 512/П-28 |
| Астраханская область (в зависимости от района) | 1,2 — 1,35                    | Постановление Совмина РСФСР от 17.08.1990 N 309, Постановление Госкомтруда СССР от 06.08.1971 N 315 |
| Башкортостан (Республика) | 1,15                          | Постановление Госкомтруда СССР, Секретариата ВЦСПС от 28.02.1974 N 46/7 |
| Бурятия (Республика) (в зависимости от района) | 1,2 — 1,3                     | Постановление Госкомтруда СССР, Секретариата ВЦСПС от 25.08.1980 N 255/14-55, Постановление Госкомтруда СССР, Секретариата ВЦСПС от 30.06.1970 N 210/18                                                                         |
| Вологодская область (в зависимости от района) | 1,15 — 1,25                   | Постановление Правительства РФ от 16.07.1992 N 494 |
| Дагестан (Республика) (в зависимости от района) | 1,1 — 1,3                     | Распоряжение Совмина РСФСР от 20.02.1965 N 424-р, Постановление Госкомтруда СССР от 06.08.1971 N 315 |
| Забайкальский край (в зависимости от района) | 1,2 — 1,4                     | Постановление Госкомтруда СССР, Секретариата ВЦСПС от 04.05.1971 N 174/13, Постановление Госкомтруда СССР, Секретариата ВЦСПС от 09.01.1961 N 15/1                                                                              |
| Иркутская область, в том числе Иркутск (в зависимости от района) | 1,2 — 1,7                     | Постановление Госкомтруда СССР, Секретариата ВЦСПС от 15.01.1988 N 15/2-42, Постановление Госкомтруда СССР, Секретариата ВЦСПС от 09.01.1961 N 15/1                                                                             |
| Кабардино-Балкарская Республика г. Тырныауз | 1,15                          | Постановление Госкомтруда СССР от 29.05.1967 N 282 |
| Калмыкия (Республика) (в зависимости от района) | 1,1 — 1,3                     | Постановление Госкомтруда СССР от 06.08.1971 N 315 |
| Камчатский край (в зависимости от района) | 1,6 — 2,0                     | Постановление Госкомтруда СССР, ВЦСПС от 04.09.1964 N 380/П-18, Постановление Госкомтруда СССР, Секретариата ВЦСПС от 29.11.1960 N 1310/29                                                                                      |
| Карелия (Республика) (в зависимости от района) | 1,15 — 1,4                    | Постановление Правительства РФ от 25.02.1994 N 155, Постановление Госкомтруда СССР, ВЦСПС от 04.09.1964 N 380/П-18, Постановление Госкомтруда СССР, Секретариата ВЦСПС от 30.06.1970 N 210/18                                   |
| Кемеровская область | 1,3                           | Постановление Совмина СССР, ВЦСПС от 01.08.1989 N 601 |
| Кировская область | 1,15                          | Постановление Совмина СССР от 23.09.1988 N 1114 Постановление Госкомтруда СССР, Секретариата ВЦСПС от 17.10.1988 N 546/25-5 |
| Коми (Республика) (в зависимости от района) | 1,2 — 1,8                     | Постановление Госкомтруда СССР, Секретариата ВЦСПС от 03.04.1986 N 111/7-31, Постановление Госкомтруда СССР, Секретариата ВЦСПС от 30.06.1970 N 210/18                                                                          |
| Костромская область | 1,15                          | Постановление Госкомтруда СССР, ВЦСПС от 07.09.1960 N 1089/23 |
| Красноярский край (в зависимости от района) | 1,2 — 1,8                     | Постановление Госкомтруда СССР, ВЦСПС от 04.09.1964 N 380/П-18 Постановление Госкомтруда СССР, Секретариата ВЦСПС от 21.10.1969 N 421/26                                                                                        |
| Курганская область | 1,15                          | Постановление Госкомтруда СССР, Секретариата ВЦСПС от 28.02.1974 N 46/7 |
| Магаданская область | 1,7                           | Постановление Госкомтруда СССР, ВЦСПС от 04.09.1964 N 380/П-18 |
| Мурманская область, в том числе г. Мурманск Североморск и Оленегорск, Печенгский и Кольский муниципальный район, работники газовой и нефтяной промышленности п. Туманный Кольского района г. Мурманск-140 | 1,4 1,5 1,7 1,8               | Постановление Правительства РФ от 12.11.1992 N 868, Постановление Госкомтруда СССР, ВЦСПС от 04.09.1964 N 380/П-18 |
| Новосибирская область (в том числе Новосибирск) | 1,2                           | Постановление Правительства РФ от 31.05.1995 N 534 |
| Ненецкий автономный округ (в зависимости от района) | 1,5 — 1,8                     | Постановление Госкомтруда СССР, Секретариата ВЦСПС от 03.04.1986 N 111/7-31, Постановление Госкомтруда СССР, Секретариата ВЦСПС от 09.01.1961 N 15/1                                                                            |
| Омская область (в том числе Омск) | 1,15                          | Постановление Госкомтруда СССР, Секретариата ВЦСПС от 17.08.1971 N 325/24 |
| Оренбургская область | 1,15                          | Постановление Госкомтруда СССР, Секретариата ВЦСПС от 28.02.1974 N 46/7 |
| Пермский край (в зависимости от района) | 1,15 — 1,2                    | Постановление Госкомтруда СССР, Секретариата ВЦСПС от 28.02.1974 N 46/7 |
| Приморский край (на всей территории), в том числе г. Владивосток, кроме *Кавалеровский район, Дальнегорский городской округ, Ольгинский и Тернейский районы; Красноармейский район, сельские населенные пункты и рабочие поселки приграничной 30-км зоны **рудники Таежный и Тернистый | 1,2 *1,3 **1,4                | Постановление Госкомтруда СССР, Секретариата ВЦСПС от 30.06.1970 N 210/18, Постановление Госкомтруда СССР, ВЦСПС от 04.09.1964 N 380/П-18, Постановление Администрации Приморского края от 15.10.2019 № 664-па                  |
| Ростовская область | 1,1                           | Постановление Правительства РФ от 07.10.1993 N 1004 |
| Саратовская область | 1,15                          | Постановление Правительства РФ от 14.12.1996 N 1489 |
| Сахалинская область (в зависимости от района) | 1,4 — 2,0                     | Постановление Госкомтруда СССР, ВЦСПС от 04.09.1964 N 380/П-18 Постановление Госкомтруда СССР, Секретариата ВЦСПС от 27.07.1959 N 527/13                                                                                        |
| Свердловская область (на всей территории), кроме *Гаринский, Таборинский, Ивдельский, Карпинский, Краснотурьинский и Североуральский районы | 1,15 *1,2                     | Постановление Госкомтруда СССР, Секретариата ВЦСПС от 28.02.1974 N 46/7 |
| Татарстан (Республика) | 1,15                          | Постановление Госкомтруда СССР, Секретариата ВЦСПС от 27.07.1959 N 527/13 |
| Томская область, в том числе Томск (в зависимости от района) | 1,15 — 1,5                    | Постановление Правительства РФ от 13.05.1992 N 309 Постановление Госкомтруда СССР, Секретариата ВЦСПС от 27.07.1959 N 527/13 |
| Тыва (Республика) (в зависимости от района) | 1,2 — 1,5                     | Постановление Правительства РФ от 18.07.1994 N 856 Постановление Госкомтруда СССР, Секретариата ВЦСПС от 30.06.1970 N 210/18 |
| Тюменская область, в том числе Тюмень, кроме *Тобольский, Вагайский районы, г. Тобольск (работники бюджетной сферы) **Уватский район | 1,15 *1,217 **1,5             | Постановление Госкомтруда СССР, Секретариата ВЦСПС от 03.11.1960 № 1251/28; Постановление Госкомтруда СССР, Секретариата ВЦСПС от 05.03.1960 № 298/8; Постановление Госкомтруда СССР, Секретариата ВЦСПС от 17.08.1971 № 325/24 |
| Удмуртская Республика | 1,15                          | Постановление Госкомтруда СССР, Секретариата ВЦСПС от 28.02.1974 N 46/7 |
| Хабаровский край, в том числе Хабаровск (в зависимости от района) | 1,2 — 1,7                     | Постановление Госкомтруда СССР, Секретариата ВЦСПС от 18.06.1960 N 815/17 Постановление Госкомтруда СССР, ВЦСПС от 20.11.1967 N 512/П-28                                                                                        |
| Хакасия (Республика) | 1,3                           | Постановление Правительства РФ от 03.12.1992 N 933 |
| Ханты-Мансийский автономный округ — Югра (ХМАО) (в зависимости от района) | 1,3 — 1,7                     | Постановление Госкомтруда СССР, Секретариата ВЦСПС от 29.12.1964 N 611/35, Постановление Госкомтруда СССР, Секретариата ВЦСПС от 18.06.1960 N 815/17                                                                            |
| Челябинская область | 1,15                          | Постановление Госкомтруда СССР, Секретариата ВЦСПС от 28.02.1974 N 46/7 |
| Чукотский автономный округ | 2,0                           | Постановление Госкомтруда СССР, Секретариата ВЦСПС от 14.05.1971 N 184/14 |
| Якутия (Саха) (Республика) (в зависимости от района) | 1,4 — 2,0                     | Постановление Госкомтруда СССР, Президиума ВЦСПС от 04.09.1964 N 379/П-18 Постановление Госкомтруда СССР, Секретариата ВЦСПС от 20.12.1971 N 507/34                                                                             |
| Ямало-Ненецкий автономный округ (в зависимости от района) | 1,3 — 1,8                     | Постановление Госкомтруда СССР, ВЦСПС от 04.09.1964 N 380/П-18 Постановление Госкомтруда СССР, Секретариата ВЦСПС от 04.06.1968 N 165/15                                                                                        |
| Острова Северного Ледовитого океана и его морей (за исключением островов Белого моря и острова Диксон) | 2                             | |

## Ответственность
Согласно статье 142 ТК РФ работодатель несёт ответственность за задержку выплаты зарплаты. Районный коэффициент является частью зарплаты. Таким образом, нарушение при неприменении районного коэффициента влечёт штрафные санкции на должностное лицо в размере до 20 тысяч рублей, и на организацию в размере до 50 тысяч рублей. При повторном нарушении возможна дисквалификация руководителя на три года и удвоенный штраф для организации (ч. 6 и 7 ст. 5.27 КоАП РФ).